# Tony Hayward
Anthony Bryan "Tony" Hayward, född 21 maj 1957, är en brittisk företagsledare som var vd för det brittiska petroleumbolaget BP, plc mellan åren 2007 och 2010. Anledningen att han fick lämna posten var i och med oljeutsläppet i Mexikanska golfen 2010, där han ansågs vara för svag i sitt ledarskap och krishantering.